# La Lettre de Conrad
La Lettre de Conrad est un roman de Fred Uhlman, suite de L'Ami retrouvé.

## Résumé
Quelques jours avant sa mort, Conrad, le personnage principal condamné à mort par les nazis car il est un opposant à Hitler, décide d'écrire à son ancien ami juif Hans qu'il se reproche d'avoir trahi, afin de lui expliquer la façon dont il s'est retrouvé dans la spirale nazie. La lettre de Conrad parle de leur amitié tout le long de leur enfance depuis que Conrad est arrivé dans la ville de Stuttgart où Hans habite. Son unique souhait est que Hans le comprenne, s'il le peut.

## Auteur
Fred Uhlman, né le 19 janvier 1901 à Stuttgart, Allemagne, mort à Londres le 11 avril 1985, est un écrivain et peintre britannique d'origine allemande.

## Parution
No Coward Soul and No resurrection please (La Lettre de Conrad) parut en 1985, année où Fred Uhlman mourut. L’œuvre fut publiée à titre posthume, comme le souhaitait l'auteur.